# Primærrute 24
Primærrute 24 er en hovedvej mellem Aabenraa og E20 sydøst for Esbjerg.
Ruten går tværs over det sydlige Jylland og passerer gennem Aabenraa og Rødekro, forbi Andholm Batteri, Hovslund Stationsby og Bevtoft, gennem Gram og ad Ringvejen vest om Ribe. 
Mellem rundkørslen sydvest for Ribe og landsbyen Brandgårde følges Primærrute 11 og 24. Mellem Gredstedbro og Brandgårde følger ruten Varde Hovedvej og derfra til Tjæreborg Tjæreborgvej
Rute 24 har en længde på ca. 89 km.
- Mindesmærke ved Gelsåvej for 6 engelske flyvere, nedstyrtet 26. april 1942
- St. Thøgers Kirketomt nær Enderupskov